# Dominique Baratelli
Dominique Baratelli (ur. 26 grudnia 1947 w Nicei) – piłkarz francuski grający na pozycji bramkarza.

## Kariera klubowa
Karierę piłkarską Baratelli rozpoczął w rodzinnej Nicei, w klubie Cavigal Nice. W 1967 roku został piłkarzem korsykańskiego AC Ajaccio i w jego barwach zadebiutował w Ligue 1 w sezonie 1967/1968. Tam stał się podstawowym bramkarzem i barw Ajaccio bronił przez cztery sezony. W tym okresie rozegrał 107 ligowych spotkań.
Latem 1971 roku Baratelli przeszedł z Ajaccio do zespołu OGC Nice, w którym, podobnie jak w swoim poprzednim klubie, stał się pierwszym bramkarzem. Przez pierwsze pięć sezonów nie opuścił żadnego spotkania w Ligue 1. W 1973 roku został z Nice wicemistrzem kraju, a sukces ten powótrzył w 1976 roku. W 1978 roku wystąpił w finale Pucharu Francji, jednak Nice przegrało wówczas 0:1 z AS Nancy. Po tym sukcesie Baratelli odszedł z zespołu. W barwach Nice wystąpił 247 razy.
W 1978 roku Baratelli został zawodnikiem Paris Saint-Germain, w którym zastąpił odchodzącego do Stade Brestois 29, Daniela Bernarda. Przez kolejne lata występował w pierwszym składzie PSG i do 1984 roku wystąpił we wszystkich ligowych meczach paryskiego klubu. W 1982 roku wywalczył z PSG swój pierwszy w karierze Puchar Francji (2:2 w finale z AS Saint-Étienne i wygrana w rzutach karnych 6:5). W 1983 roku powtórzył to osiągnięcie - PSG zwyciężyło wówczas 3:2 w decydującym spotkaniu z FC Nantes. W 1985 roku zakończył karierę piłkarską w wieku 38 lat. W zespole PSG wystąpił 239 razy, a w rozgrywkach Première Division rozegrał łącznie 593 spotkania.
| Sezon   | Klub                | Kraj    | Rozgrywki | Mecze | Bramki |
| ------- | ------------------- | ------- | --------- | ----- | ------ |
| 1967/68 | AC Ajaccio          | Francja | Ligue 1   | 19    | 0      |
| 1968/69 | AC Ajaccio          | Francja | Ligue 1   | 23    | 0      |
| 1969/70 | AC Ajaccio          | Francja | Ligue 1   | 27    | 0      |
| 1970/71 | AC Ajaccio          | Francja | Ligue 1   | 38    | 0      |
| 1971/72 | OGC Nice            | Francja | Ligue 1   | 38    | 0      |
| 1972/73 | OGC Nice            | Francja | Ligue 1   | 38    | 0      |
| 1973/74 | OGC Nice            | Francja | Ligue 1   | 38    | 0      |
| 1974/75 | OGC Nice            | Francja | Ligue 1   | 38    | 0      |
| 1975/76 | OGC Nice            | Francja | Ligue 1   | 38    | 0      |
| 1976/77 | OGC Nice            | Francja | Ligue 1   | 37    | 0      |
| 1977/78 | OGC Nice            | Francja | Ligue 1   | 20    | 0      |
| 1978/79 | Paris Saint-Germain | Francja | Ligue 1   | 38    | 0      |
| 1979/80 | Paris Saint-Germain | Francja | Ligue 1   | 38    | 0      |
| 1980/81 | Paris Saint-Germain | Francja | Ligue 1   | 38    | 0      |
| 1981/82 | Paris Saint-Germain | Francja | Ligue 1   | 38    | 0      |
| 1982/83 | Paris Saint-Germain | Francja | Ligue 1   | 38    | 0      |
| 1983/84 | Paris Saint-Germain | Francja | Ligue 1   | 38    | 0      |
| 1984/85 | Paris Saint-Germain | Francja | Ligue 1   | 11    | 0      |

## Kariera reprezentacyjna
W reprezentacji Francji Baratelli zadebiutował 11 czerwca 1972 roku w wygranym 5:0 towarzyskim spotkaniu z reprezentacją Ameryki Środkowej. W 1978 roku został powołany przez selekcjonera Michela Hidalgo do kadry na Mistrzostwa Świata w Argentynie. Na tym turnieju rozegrał jedno spotkanie, przegrane 1:2 z Argentyną. W 1982 roku również był w kadrze Francji na turniej Mistrzostw Świata. Był tam jednak trzecim bramkarzem po Jeanie-Luku Ettorim i Jeanie Castanedzie i nie rozegrał żadnego spotkania, a Francja zajęła 4. miejsce na tym turnieju. Ostatni mecz w kadrze narodowej Baratelli rozegrał 28 kwietnia 1982 przeciwko Peru (0:1). Łącznie rozegrał w niej 21 spotkań.